# Lilltjärnen (Åsarne socken, Jämtland, 695756-140458)
Lilltjärnen är en sjö i Bergs kommun i Jämtland och ingår i Ljungans huvudavrinningsområde.